# Klåveröd

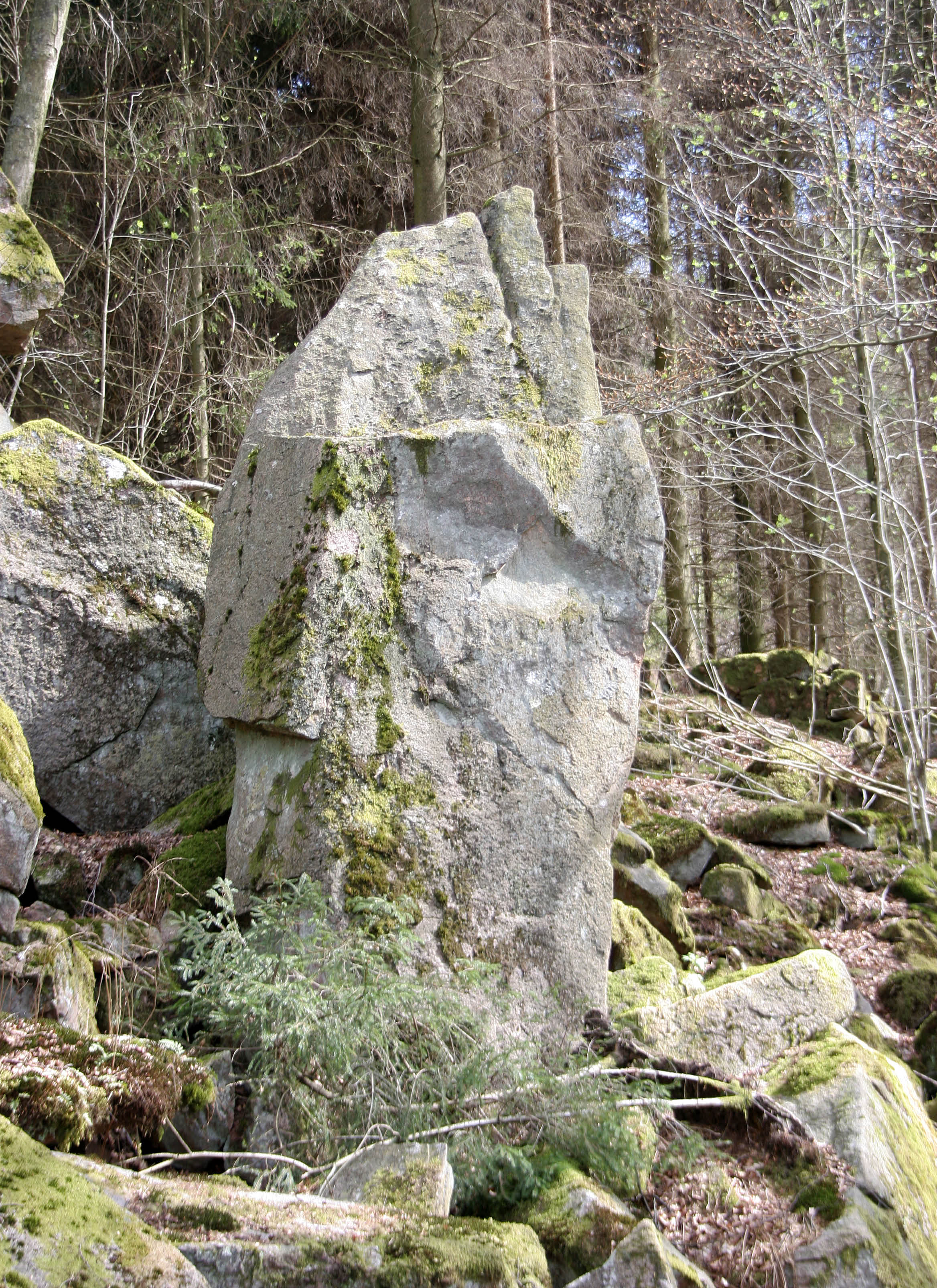
Klippformation i Klåveröd

Klåveröd är ett strövområde på Söderåsen i Skåne, mellan Kågeröd och Ljungbyhed, strax norr om Söderåsens nationalpark. Området är ett av tjugo strövområden som Region Skåne ansvarar för.
Klåveröd består av ett kuperat landskap med stor variation i vegetationen –  bokskog via blandskogsområden med ask, avenbok, al och hassel till djupa granskogar. I nordöst ligger Traneröds mosse, en orörd högmosse av internationellt värde, och här finns klockljung, tranbär och det för Skåne ovanliga hjortronet. 
I strövområdet finns flera raviner med klippformationer bildade genom att omkringliggande berg vittrat bort från partier av hårdare bergarter. Flera av Söderåsens mer imponerande formationer finns i Skorstensdalen inom strövområdet.  I Klåveröd har dovhjortar sin hemvist. 
I området ligger Svartesjö, en av Söderåsens få naturliga sjöar, och Höjehall som med 210 meter över havet är Skånes högsta punkt. Vargadalen var boplats för vargar ända fram till 1830-talet. 
I strövområdet finns flera markerade stigar från 1,8 till 5 kilometer långa och en 4,9 kilometer lång bana för mountainbike. Vandringslederna Skåneleden och Söderåsleden passerar området. 

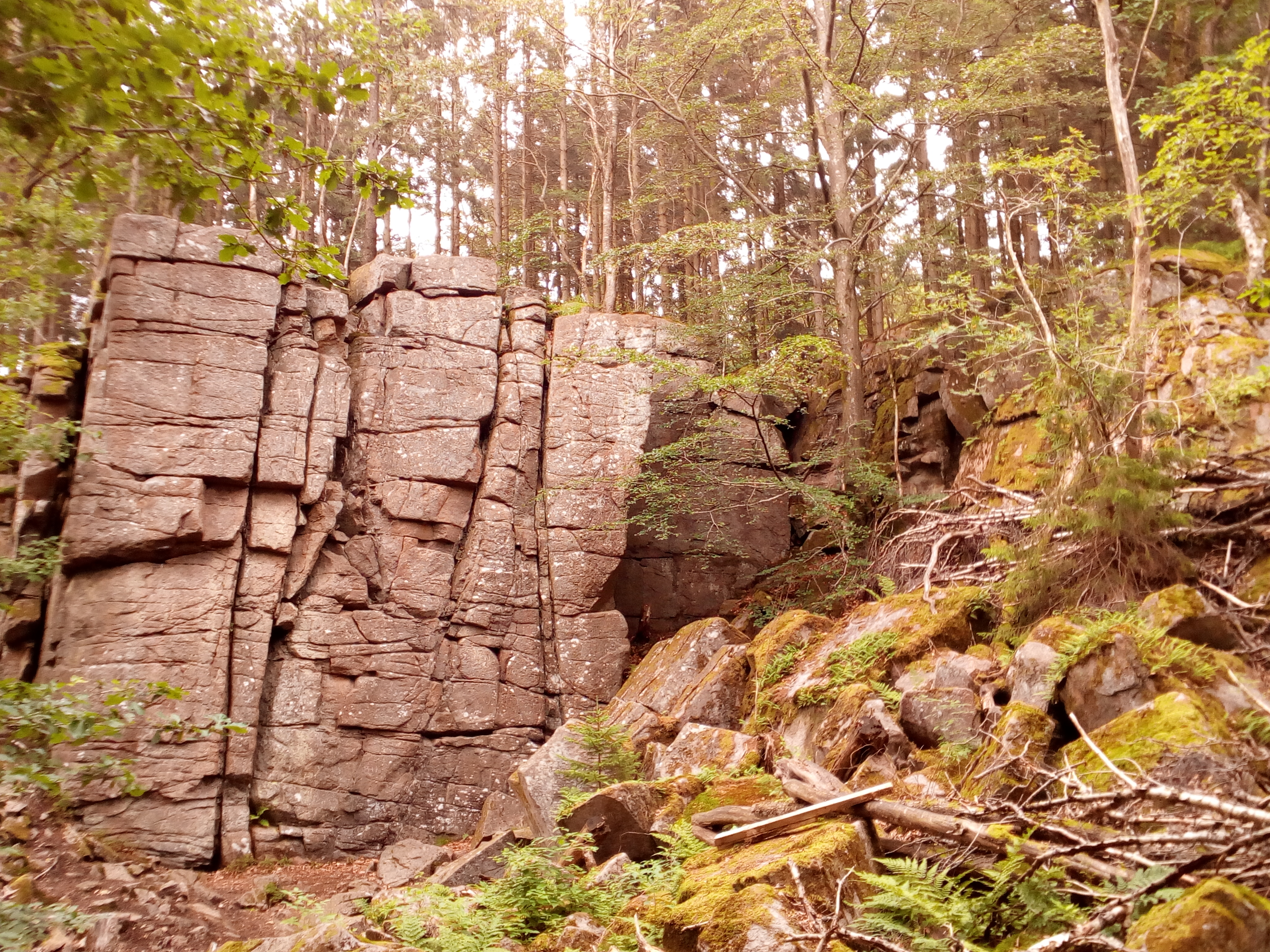
Snuvestuan i Klåveröd.

Klättring kan göras vid klipp- och bergformationerna Vargadalen, Snuvestuan och Skorstensdalen. 
I dammen Tagmaden fiskas bäcköring och regnbåge. 